# Гейнс, Джим
Джеймс Ларри М. Гейнс-младший (англ. James Larry M. Gaines Jr) — филиппинский актёр и писатель, афроамериканец. Снимается в фильмах под именем Джим Гейнс. Больше всего известен по роли «Кровавого» Сонни в фильме «Военный робот».

## Биография
Джеймс Гейнс родился 18 мая 1955 года, на Гавайских островах, в округе Мауи. Гейнс впервые попал на Филиппины в 1965 году, навещая вместе с сестрой своего отца, который работал в посольстве США на Филиппинах. Гейнс служил в армии, занимался боксом и айкидо. Дебютным фильмом Джима стал «Апокалипсис сегодня» Френсиса Форда Копполы. В 80-е года Джим Гейнс снимался практически во всех филиппинских боевиках. Кинорынок Филиппин в то время был забит эксплуатационными фильмами, чаще всего это был Warsploitation, события которых развиваются в период Войны во Вьетнаме. В 1988 году Гейнс сыграл главную роль в боевике «Крайние меры», в котором снимался вместе с Гэри Дэниелсом. К концу 90-х актёр снялся уже более чем в 30-ти фильмах.

## Фильмография
| Год  |   | Русское название      | Оригинальное название     | Роль                  |
| ---- | - | --------------------- | ------------------------- | --------------------- |
| 1979 | ф | Апокалипсис сегодня   | Apocalypse Now            | В титрах не указан    |
| 1981 | ф | Входит ниндзя         | Enter the Ninja           | Наёмник Венариуса     |
| 1985 | ф | Американский ниндзя   | American Ninja            | Водитель грузовика    |
| 1985 | ф | Долг крови            | Blood Debts               | Питер                 |
| 1987 | ф | Робот Войны           | Robowar - Robot da guerra | Сонни "Кровавый" Пилл |
| 1987 | ф | Атака коммандос       | Strike Commando           | «Трэш»                |
| 1988 | ф | Зомби 4: После смерти | Zombi 4                   | Дэн                   |
| 1988 | ф | Крайние меры          | Final Reprisal            | Чарльз Мёрфи          |
| 1988 | ф | Полицейская игра      | Cop Game                  | В титрах не указан    |
| 2010 | ф | Быстрее пули          | Faster                    | Заключённый           |
| 2010 | ф | Меня зовут Кхан       | My Name Is Khan           | Байкер, камео         |